# Волков Михайло Іванович
Миха́йло Іва́нович Во́лков (21 листопада 1927 — 26 лютого 2021) — український радянський державний і партійний діяч, почесний громадянин міста Первомайська.

## Біографія
Народився 21 листопада 1927 року в місті Первомайську Миколаївської області в робочій родині.
У 1941 році закінчив 7 класів Первомайської неповної середньої школи № 9. В роки Радянсько-німецької війни перебував на тимчасово окупованій ворогом території.
З 1944 по 1948 роки навчався в Одеському залізничному технікумі імені Ф. Е. Дзержинського.
Трудову діяльність розпочав у 1948 році зварювальником-оператором на рейко-зварювальному потязі № 13 (РЗП-13). Згодом працював змінним майстром, помічником технічного інспектора, технічним інспектором.
У 1952—1953 роках проходив військову службу в лавах Збройних Сил СРСР.
Після демобілізації повернувся на рідне підприємство, обіймав посади начальника ВТК, а згодом — головного інженера РЗП-13.
У 1970 році призначений заступником голови виконкому Первомайської міської ради.
У 1971 році закінчив Одеський технологічний інститут холодильної промисловості.
У 1973 році призначений секретарем Первомайського міського комітету КПУ.
У 1974 році обраний головою виконкому Первомайської міської ради. За 7 років перебування на цій посаді Первомайськ перетворився в одне з найкращих міст Української РСР з благоустрою серед міст II групи. За цей час збудовано Первомайський м'ясокомбінат, літній кінотеатр «Космос», магазини, дитячі садочки, реконструйовано залізничний вокзал, побудовано 70 км доріг з твердим покриттям. Особливого значення М. І. Волков надавав озелененню міста, За роки його керівництва в місті висаджено понад 11 тисяч саджанців липи, каштанів, берези, горобини, розбито 5 скверів і Комсомольський парк.
У 1981 році рішенням облвиконкому М. І. Волков призначений на посаду начальника Миколаївського облшляхобуду.
У 1983 році після автомобільної катастрофи і тривалого лікування, за станом здоров'я переведений начальником управління виробничо-технологічної комплектації, де й пропрацював до виходу на пенсію.
Мешкав у місті Первомайську.

## Громадська діяльність
М. І. Волков обирався депутатом Миколаївської обласної ради чотирьох скликань та депутатом Первомайської міської ради п'яти скликань.

## Нагороди і почесні звання
За багаторічну плідну працю нагороджений орденами Дружби народів та «Знак Пошани», медалями.
За розробку і втілення у виробництво 800-метрової рейки («рейко-оксамитового шляху») удостоєний бронзової медалі на ВДНГ СРСР.
Неодноразово нагороджувався дипломами Міністерства шляхів сполучення за найкращу раціоналізаторську ідею щодо виробництва шліфувального верстату, за втілення у виробництво принципово нового зварювального апарату. Має 68 грамот.
Рішенням Первомайської міської ради М. І. Волкову присвоєно звання «Почесний громадянин міста Первомайська».

## Вшанування пам'яті
Рішенням Первомайської міської ради від 27.07.1923 року № 27 вулицю Сальвадора Альєнде у місті Первомайську перейменовано на вулицю Михайла Волкова.